# أنغيليك سابرينا
أنغيليك سابرينا (بالإنجليزية: Angelique Sabrina) هي مغنية باهاماسية، ولدت في 7 فبراير 1998 في ناساو في باهاماس.